# 팔라디오 건축
팔라디오 건축(Palladian architecture)은 베네치아 건축가 안드레아 팔라디오(1508-1580)의 작품에서 파생된 유럽 건축 양식이다. 오늘날 팔라디오 건축으로 인식되는 것은 그의 대칭 개념, 원근법 및 고대 그리스와 로마 전통의 형식적인 고전 건축 원칙에서 발전한 것이다. 17세기와 18세기에 이 고전 건축에 대한 팔라디오의 해석은 팔라디아니즘(Palladianism)으로 알려진 스타일로 발전했다.
팔라디아주의는 17세기 초 영국에서 등장했는데, 이니고 존스가 이끄는 그리니치의 퀸스 하우스는 최초의 영국 팔라디오 건물로 묘사된다. 잉글랜드 내전이 발발하면서 그 발전은 주춤했다. 스튜어트 복원 이후 건축 풍경은 더욱 화려한 영국 바로크 양식이 지배했다. 팔라디오주의는 18세기 초 바로크에 대한 반동 이후 다시 유행했다.